# Crangonoidea
Super-famille
Les Crangonoidea sont une super-famille de crustacés décapodes. Elle a été créée par Adrian Hardy Haworth (1767-1833) en 1825.

## Liste desfamilles
Selon World Register of Marine Species (29 mars 2015) :
- famille Crangonidae Haworth, 1825 -- 23 genres
- famille Glyphocrangonidae Smith, 1884 -- 1 genre

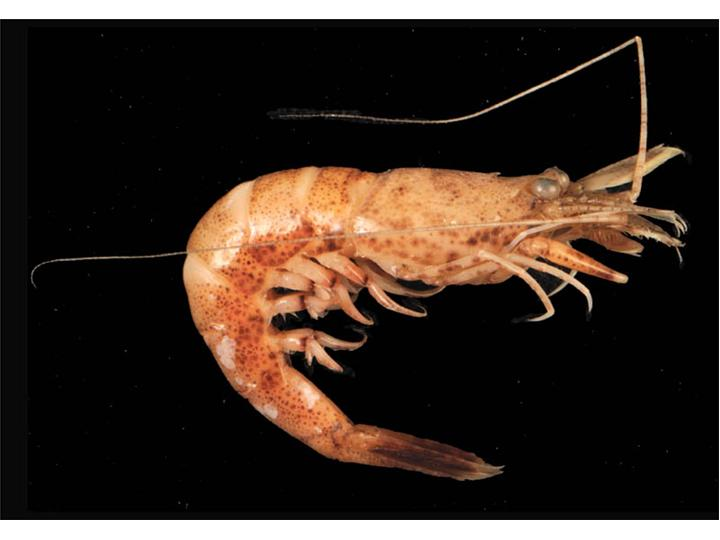
Crangon uritai, une Crangonidae
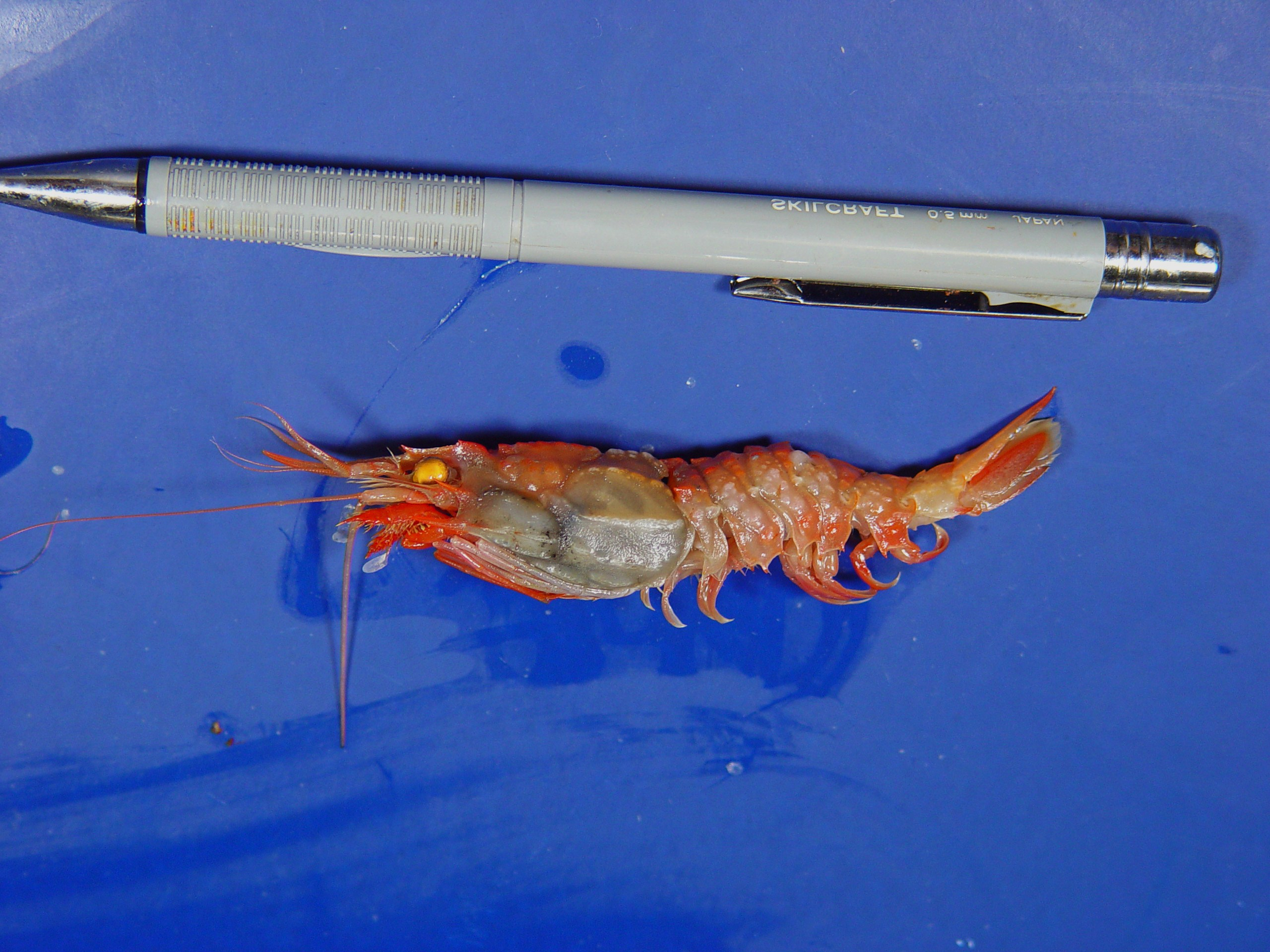
Glyphocrangon neglecta, une Glyphocrangonidae